# Touch a New Day
Touch a New Day è un singolo della cantante pop tedesca Lena pubblicato il 3 agosto 2010 da Universal.

## Il disco
È incluso nell'album d'esordio dell'artista, My Cassette Player, pubblicato il 7 maggio 2010 e dal quale è stato estratto come secondo singolo. Il brano è accompagnato da un video musicale ed è stato scritto e prodotto da Stefan Raab.

## Tracce
Download digitale
1. Touch a New Day - 3:07

Maxi single
1. Touch a New Day - 3:07
2. We Can't Go On - 3:13

## Classifiche
| Classifica (2010) | Posizione massima |
| ----------------- | ----------------- |
| Austria           | 26                |
| Germania          | 13                |